# Shirley (Massachusetts)
Shirley – miejscowość w Stanach Zjednoczonych, w Hrabstwie Middlesex w stanie Massachusetts.
Nowoczesne więzienie Souza-Baranowski.